# Ambystoma jeffersonianum
La  Salamandra de Jefferson (Ambystoma jeffersonianum), es una salamandra topo nativa del noreste de Estados Unidos, el sur y el centro de Ontario y el suroeste de Quebec. Fue descrita por primera vez en 1827 por el naturalista Jacob Green y nombrada en honor al Jefferson College en Pensilvania.
Por lo general, es de color gris oscuro, marrón o negro en su superficie dorsal, pero tiene un tono más claro en su parte anterior. Algunos individuos también pueden tener manchas plateadas o azules en los lados; la zona alrededor del ano suele ser gris. Estas salamandras son delgadas, tienen un hocico ancho y dedos largos distintivos, y varían en tamaño de 11 a 18 cm.
Al igual que otras salamandras topos, la salamandra de Jefferson excava galerías; tienen pulmones bien desarrollados adaptados para este propósito. Son nocturnas por naturaleza y pueden ser vistas durante el día durante la temporada de apareamiento. La reproducción ocurre a principios de la primavera, después de que la nieve en la zona se ha derretido.

## Reproducción
Los huevos se colocan en pequeñas agrupaciones unidos a ramitas sumergidas u otro soporte natural en el borde de la charca. Los grupos pueden contener entre 5 y 60 huevos, con un promedio de alrededor de 30. La edad a la que comienzan a reproducirse por primera vez y la frecuencia con la que se reproducen son desconocidas; se estima que las hembras comienzan a reproducirse a los 22 meses y los machos a los 34 meses. Los huevos se desarrollan rápidamente y pueden eclosionar en 15 días. Las larvas permanecen en la charca de dos a cuatro meses, durante los cuales crecen de 3 a 8 veces su tamaño al nacer.
Existe una táctica reproductiva única para el Complejo de Salamandra de Jefferson de Espots Azules en la naturaleza. Ahora se sabe que la salamandra de Jefferson no se reproduce en laboratorio con la salamandra de espots azules, que antes se pensaba que producía «hibridos», la salamandra plateada y la salamandra de Tremblay, a partir de este supuesto apareamiento de la salamandra de Jefferson y la salamandra de espots azules. Ahora se sabe a través de pruebas genéticas que las salamandras plateadas y las salamandras de Tremblay son hembras poliploides (solo el 2% de los machos sobreviven y son estériles). Estas a menudo poseen dos de cada cromosoma de la salamandra de Jefferson y uno de cada cromosoma de la salamandra de espots azules, lo que resulta en un genotipo LJJ (también llamado salamandra de Tremblay). Este genotipo se produce cuando estas hembras poliploides se aparean con un macho puro de salamandra de Jefferson, incorporando (a menudo en condiciones de agua más cálida) el cromosoma del macho puro de salamandra de Jefferson en su huevo, generalmente teniendo un conjunto de cromosomas diploides LJ o un conjunto de cromosomas triploides LJJJ, respectivamente. A menudo, en condiciones más frías, la hembra LJ o LJJ puede aparearse con el macho de salamandra de Jefferson y solo «tomar prestado» su espermatozoide para desencadenar la clonación genética de sí misma, sin agregar su cromosoma (J) a su huevo. La misma estrategia reproductiva poliploide ocurre en otras especies de salamandras topos. La presencia de estos poliploides hace difícil identificar visualmente a qué especie pertenece un individuo, distorsionando las medidas de población para ambas especies.

## Hábitat
Los adultos secretivos tienden a esconderse debajo de piedras o troncos, o en la hojarasca y otros arbustos en bosques caducifolios durante condiciones húmedas. Por lo general, no se encuentran en bosques de coníferas, probablemente debido a la sequedad y la aspereza de algunas agujas de pino y abeto, que pueden dañar a los anfibios con sus pieles finas. Se encuentran enterrados bajo tierra durante la mayor parte del año durante condiciones secas o heladas. Deben llegar por debajo de la línea de congelación (aproximadamente 18 pulgadas) para sobrevivir a las condiciones invernales en latitudes del norte. A menudo excavan en suelos arenosos ricos que se encuentran en bosques caducifolios de tierras altas o a veces en bosques de hemlock húmedos de crecimiento más antiguo.
Debido a que los sitios de cría suelen estar cerca de las madrigueras de hibernación, la migración hacia su área de cría es rápida y suele ocurrir durante o inmediatamente después de una fuerte lluvia. Los sitios de cría que eligen son estanques y charcas sin peces, llenos de agua de deshielo de primavera en latitudes del norte. Algunas charcas de cría pueden estar a cientos de metros de su hogar forestal en paisajes fragmentados.
Las salamandras de Jefferson son uno de los primeros anfibios en emerger en la primavera en el extremo norte de su área en el sur de Ontario, donde se les ve «andando en raquetas de nieve» a través de la maleza aún congelada del bosque para llegar a charcas de cría parcialmente derretidas. Los machos migran primero y las hembras los siguen poco después. Estas salamandras tienen pequeños poros en la cabeza que exudan un líquido blanquecino cuando se les manipula, lo que sugiere que pueden dejar un rastro de olor durante la migración. Ambystoma jeffersonianum se encuentra a menudo en el mismo hábitat que la salamandra de espots.

## Alimentación
Las larvas son carnívoras y suelen consumir invertebrados acuáticos. Una oferta de alimentos insuficiente puede resultar en comportamiento caníbal. Los adultos también son carnívoros y comen una variedad de pequeños invertebrados.

## Estatus
La salamandra de Jefferson es una especie de menor preocupación a nivel mundial, pero su hábitat está amenazado en partes de su área de distribución. En Ontario, ha sido clasificada como una especie en peligro de extinción desde el 11 de junio de 2011, y en todo Canadá es una especie amenazada. El gobierno de Ontario ha designado a la especie como un anfibio especialmente protegido, lo que proporciona protección a la especie y sus hábitats. También se considera una especie amenazada en el estado de Illinois.